# País de Marsán
El País de Marsán (en gascón: Marsan) es un territorio del actual departamento francés de las Landas, que forma parte de las Pequeñas Landas. Su capital histórica es Mont-de-Marsan.

## Descripción
El actual País de Marsan fue establecido a finales del siglo X como otros vizcondados gascones. Está situada en la cuenca del Douze y el Midou, incluye la cuenca superior del Midouze y está delimitada al sur por el Adur y el Chalosse, al sureste por el Tursán, al este por Bajo Armagnac, al norte por Alta Landa, al oeste por Aguais.

## Etimología
El origen del nombre Marsan es controvertido. Algunos ven allí el recuerdo de un templo dedicado al dios Marte, que los romanos habrían levantado sobre una ladera que dominaba la actual ciudad de Mont-de-Marsan: Mons Martiani. Esta hipótesis carece de fundamento arqueológico.
La explicación más plausible parece ser la siguiente: Marsan vendría de ar (agua tranquila o pantano), o aar (río), y de un (región o país).

## Toponimia
- Bretagne-de-Marsan
- Mont-de-Marsan
- Villeneuve-de-Marsan

## Historia

### Orígenes
Al final del siglo X, el vizcondado de Marsan apareció en la escena de la Gascuña, en un contexto de fragmentación feudal. Apareció casi al mismo tiempo que los vecinos vizcondados de Dax y Tartas al oeste, Béarn al sur, Gabardán y el condado de Armagnac al este. Por motivos prácticos de apropiación de las tierras nacen precisamente en esta época los señoríos, vizcondados, baronías, que fragmentan los grandes territorios feudales. Pero a falta de registros documentales, no sabemos las condiciones de la creación de estos vizcondes y en particular si los vizcondes son herederos de condes y duques de Gascuña, que, al tener varios hijos, habrían compartido el territorio, o son el resultado de gente local de relieve sobre la que  los duques de Gascuña delegaban para administrar sus tierras.
Sí se sabe, sin embargo, que entre finales del siglo X y principios del siglo XI, el duque Guillermo Sancho y sus hijos Bernardo Sancho y Sancho Guillermo se apoderaron de Gascuña y lanzaron, junto con la Iglesia católica, una política de fundación de monasterios para tejer el territorio con el fin de administrarlo. Por otra parte, no se sabe si Guillaume Sanche creó voluntariamente a los vizcondes en base a grandes personalidades o si se vio obligado a aceptar por la fuerza de las circunstancias cooperar con familias poderosas a las que les habría dado el título de vizcondes para recompensarlas por su lealtad.

### Límites
Poco se sabe de los límites territoriales iniciales del vizcondado. Están descritos con precisión en una correspondencia del siglo XIII entre la vizcondesa Constance de Moncade y su soberano, el duque de Aquitania y rey de Inglaterra: al sur, se detiene en Aire-sur-l'Adour, Duhort-Bachen, Renung y Larrivière-Saint-Savin; al norte, limita con el señorío de Albret landés (centrado en Labrit, Le Sen y Vert), las parroquias de Lencouacq, Bourriot-Bergonce, Retjons (línea de separación de las cuencas del Adur y el Garona: más al norte comienza el Bazadés); más allá de Retjons y Vielle-Soubiran comienza el vizcondado de Gabardán, del que se escinde el vizcondado de Marsán hasta el siglo XIII.

### Defensa
A finales del siglo X, los vizcondes de Marsan se establecieron en su castillo de Marsan en Roquefort, que hicieron la sede de su vizcondado. El castelnau está dotado de murallas y de un segundo castillo fortificado, llamado Castillo de Foix.
En el siglo XI aparecen las motas castrales, simbolizando por su elevación la autoridad de los nobles que allí habitan. Desde el siglo XV, estos montículos ya no están habitados, los señores han evolucionado gradualmente hacia viviendas de piedra más cómodas. Hay una cincuentena de motas en Marsan, sobre todo en Artassenx, Castandet, Lamensans, Renung, Geloux, Uchacq, Lucbardez, Canenx, Maillères o el recinto medieval de Castets en Bougue.
En el siglo XII, el vizconde Pedro de Marsan inició la construcción del Castillo Viejo (château Vieux) que se convirtió en el nuevo centro político de su vizconde y el núcleo de la ciudad castral de Mont-de-Marsan. La ciudad refuerza sus defensas con murallas, casas fortificadas y un segundo castillo fortificado, llamado castillo de Nolibos.
Entre el siglo XIII y XIV, las bastidas fueron fundadas según planes que ofrecían un sistema de defensa a sus habitantes para protegerlos de los problemas relacionados con la Guerra de los Cien Años. Este es particularmente el caso de Cazères-sur-l'Adour, Grenade-sur-l'Adour, Hontanx y Saint-Gein.

### Camino de Santiago
Conforme se desarrollaba la peregrinación a Santiago de Compostela, se levantaron abadías y crearon órdenes monásticas a partir del siglo XI partiendo de santuarios, encomiendas o pequeños hospitales situados a lo largo del itinerario, constituyendo otros tantos hitos distantes entre sí de diez a quince kilómetros que permitían al peregrino progresar escaladamente para curarse las heridas (especialmente en los pies), descansar, comer o pernoctar. Las parroquias se imbuyeron en un tráfico de reliquias de santos para atraer el mayor número de visitantes.
El Camino Limosino, o de Vézélay, de los caminos compostelanos conduce al peregrino de la Edad Media desde Vézelay hasta los Pirineos. Esta ruta, partiendo de Bazas, atraviesa el vizcondado de Marsan hasta las fronteras de Chalosse, donde el peregrino puede meditar sobre las reliquias de San Severo en la abadía del mismo nombre. La Via publica o Strata publica sancti Jacobi es el camino utilizado principalmente entre los siglos XIII y XIV, muchas tramos de los cuales están ahora desaparecidos. Más allá de Bazas y Captieux, la entrada al vizcondado se realiza a través de dos rutas posibles:
- se pasa por la comandancia del hospital de Bessaut (Lencouacq), la capilla Saint-Leu en el camino a Cachen, la iglesia de Maillères, un hospital en un lugar llamado Séouguès en Réaut, Saint-Avit, Lucbardez, el hospital Sainte-Anne de Capcornau sobre la parroquia de Saint-Martin-de- Nonères y Mont-de-Marsan
- el otro pasa por la capilla de Lugaut (Retjons), la iglesia de Sainte-Marie (Roquefort), la iglesia de Saint-Laurent de Corbleu (Pouydesseaux), la iglesia de Sainte-Marie (Bostens), Gaillères, Bougue, la Iglesia de Nuestra Señora de la Asunción de Beausset (Mazerolles)

En la parroquia de Saint-Martin-de-Nonères se encuentra en la Edad Media el pequeño hospital de la comandancia Sainte-Anne du Capcornau bajo la Orden de los Hospitalarios. Situada en el solar del actual hospital de Sainte-Anne, es la última parada en la aproximación a Mont-de-Marsan. El peregrino cruza luego el Douze por el puente de peaje del May de Diu. Llegó a la Porte de Roquefort, fuera de las murallas de la ciudad, donde fue recibido en un priorato adscrito a la abadía de la Selva Mayor, que fue sustituido por el hospital Santiago, conocido desde 1266. En 1275, el obispo de Aire retiró este hospital a los Hospitalarios y cedió los derechos a las monjas de Beyries, que fundaron allí el primer convento de las Clarisas de Mont-de-Marsan. Después de cruzar la Puerta de Roquefort, el peregrino se encuentra dentro de las murallas de la ciudad y se dirige a la capilla del priorato benedictino dependiente de la Abadía de Saint-Sever donde se construirá la Iglesia de la Magdalena en 1829. Hacia el final XII duodécimo siglo o principios del XIII XIII siglo, existe un pequeño hospital, probablemente de origen privado, en la Porte de Campet. Al sur del Midou, el peregrino sale de la ciudad por la Porte de Saint-Sever. Puede detenerse en el hospital Saint-Jean-du-Bourg, frente al convento de los Cordeliers, construido alrededor de 1260. Continúa su ruta en dirección a Sablar hacia la iglesia de Saint-Pierre-du-Mont o Saint-Genès-des-Vallées, deja al oeste el bosque de Haut-Mauco que tiene mala reputación, ramas en el lugar llamado L'Espitaou en Benquet hacia la iglesia de Saint-Jean o la de Saint-Christau, a lo largo del recinto de Castet-Charlat en Bas-Mauco para llegar a la iglesia de Saint-Jean de Péré al pie de Saint-Sever.

### Cronología
Históricamente, la cronología del País de Marsan debe compararse primero con la de Gascuña y luego con la del Ducado de Aquitania:
- finales del X 10 siglo: creación del vizconde, señorío de los vizcondes de Marsan, originalmente centrado en su Château de Marsan en Roquefort. El Vizconde entonces depende del Ducado de Gascuña.
- 1063: al final de la batalla de La Castelle, Gascuña, y en consecuencia, el vizcondado, son unidos al Ducado de Aquitania, que luego caen bajo dominio del Reino de Francia.
- 1133 - 1144: fundación de Mont-de-Marsan por el vizconde Pedro de Marsan. Residió en su Château Vieux, que se convirtió en el centro político del Vizcondado.
- 1154: Enrique Plantagenet, esposo de la duquesa Leonor de Aquitania, se convierte en el rey Enrique II de Inglaterra. El vizcondado, dependiente del Ducado de Aquitania, se encuentra bajo administración inglesa. El rey de Inglaterra no instala un ejército de ocupación sino un senescal en Burdeos y prebostes para administrar las pequeñas regiones, pero no en Marsán: por lo tanto, el vizcondado sigue siendo administrado directamente por sus sucesivos vizcondes, que rinden homenaje al rey de Inglaterra manteniendo una relativa independencia.[3]
- 1346: Gastón III de Foix-Bearne recibe del rey Felipe IV el Bel el título de teniente general para defender las fronteras de Marsán y Gabardán. En 1364, nombró principados soberanos de Bearne y Marsán.[8]
- 1453: fin de la Guerra de los Cien Años y la administración inglesa del Ducado de Aquitania.
- 1479: Francisco I de Foix accede al trono del Reino de Navarra, al que está adscrito el vizcondado.
- 1517: la casa de Albret toma posesión de Marsán. Mont-de-Marsan se convierte en un bastión hugonote y sufre los problemas de las guerras de religión[4]
- 1583: Enrique III de Navarra, el futuro rey Enrique IV se apodera definitivamente de Mont-de-Marsan.
- 1607: el rey Enrique IV trae sus dominios, incluido el vizcondado de Marsan, al dominio de la Corona.
- 1627: Luis XIII y Richelieu desmantelan las fortificaciones de Mont-de-Marsan, en particular el castillo de Nolibos, para evitar que la ciudad se convierta en un bastión protestante como La Rochelle.[4]
- 1790: creación de los departamentos franceses, Mont-de-Marsan se convierte en la prefectura de las Landas.